# هنري ألان (لاعب كرة قدم)
هنري ألان (بالإنجليزية: Henry Allan)‏ هو لاعب كرة قدم بريطاني (وحمل سابقاً جنسية المملكة المتحدة لبريطانيا العظمى وأيرلندا) في مركز الظهير، ولد في 8 أكتوبر 1872 في المملكة المتحدة، وتوفي في 1965. شارك مع منتخب اسكتلندا لكرة القدم. أما مع النوادي، فقد لعب مع نادي إيست فيف وهارت أوف ميدلوثيان ورابطة كرة القدم الاسكتلندية الحادية عشر ‏.

## وصلات خارجية
- هنري ألان على موقع الاتحاد الإسكتلندي (الإنجليزية)
- هنري ألان على موقع قاعدة بيانات كرة القدم.إي يو (الإنجليزية)